# Shorty (canción)
«Shorty» es una canción de reguetón grabada por el cantante puertorriqueño Randy para el álbum Casa de Leones (2007). La canción fue lanzada como el sexto y último sencillo del álbum, y se convirtió en el más exitoso del mismo y de Randy, dejando en segundo plano los otros dos hits del álbum, "No te veo" y "Aprovéchalo".
La canción fue lanzada dos veces para terminar la promoción del álbum. La primera vez fue solo para la Radio el 15 de noviembre de 2007. Gracias al gran éxito de la canción, fue lanzada como descarga digital el 16 de marzo de 2008.
La canción fue recibida con críticas mixtas, debido a la conjunción entre el sonido de la canción y su controversial letra, una de las más originales que han existido en la historia del reguetón y una de las pocas temáticas, similar a "Angelito" de Don Omar o "Down" de Rakim & Ken-Y.

## Información de la canción
Shorty fue grabada a finales del 2006 para terminar la producción de Casa de Leones, el cual sería lanzado tiempo después. La letra de la canción es autoría de Randy con ayuda de Jowell y está basado en una joven menor de edad, denominada "Shorty" que se infiltra en una fiesta e intenta seducir a los demás hombres.
El tema es una de las pocas canciones temáticas que han existido en el reguetón durante su historia. Cabe destacar que las primeras canciones de este estilo surgieron durante el nacer del género del reguetón gracias a su derivación de otros géneros musicales y después fueron perdiendo impulso hasta los hits mundiales "Angelito" de Don Omar y "Down" de Rakim & Ken-Y, ambos en el 2006.

## Video musical
El video musical de "Shorty" fue filmado y lanzado en 2007. El video muestra a Randy interpretando el tema en un club mientras que la menor de edad (shorty) intenta seducir a los hombres que bailan. En el video musical aparecen todos los demás integrantes de Casa de Leones y hay cameos del cantante Arcángel. Al final del video se muestra a Randy a la mañana siguiente saliendo de su casa a buscar el diario mientras que un bus escolar frena en frente suyo. Mientras que Randy recoge el diario ve cómo la misma adolescente de la noche anterior baja del bus con su vestimenta de colegiala. El video logró superar las tres millones de reproducciones generales en YouTube.

## Posicionamientos
| Listas (2006-2007)     | Posición |
| ---------------------- | -------- |
| Colombia Top 100       | 1        |
| Colombia Los 40        | 1        |
| México Top 100         | 1        |
| Nicaragua              | 3        |
| Costa Rica             | 1        |
| España                 | 2        |
| Uruguay                | 1        |
| HTV                    | 10       |
| Ritmoson Latino        | 2        |
| Honduras Top 20 FUZION | 7        |
| Chile Top 20           | 1        |
| Perú Top 100           | 1        |

- Datos: Q6127167